# Everything I Am
Everything I Am este albumul de debut album în limba engleză a cântăreței grecești Anna Vissi. Acesta a fost creat în colaborare cu Sony Music Entertainment. Cu toate acestea, albumul nu a fost niciodată lansat oficial în Statele Unite, după ce Sony Music Entertainment a decis să-și retragă sprijinul pentru promovarea lui Vissi la nivel mondial. Albumul a fost ulterior lansat pentru prima dată în Grecia și Cipru pe data de 24 octombrie 2000, prin intermediul Columbia Records. Acest album, alături de albumul Kravgi lansat în același an, reprezintă o schimbare semnificativă în stilul muzical al lui Visii, consolidând imaginea ei ca de simbol pop, fiind intens promovată la mijlocul anilor 1990 și în anii următori. Albumul a fost certificat cu aur în Grecia, și platină în Cipru.

## Lista pieselor
1. "Still in Love with You"
2. "Kick The Habit"
3. "Everything I Am"
4. "So In Love With Yourself"
5. "Way Out"
6. "I Was Made For Lovin' You"
7. "On A Night Like This"
8. "After You"
9. "Supernatural Love"
10. "No More The Fool"
11. "Moro Mou (No Tomorrow)" (My baby (No tomorrow))
12. "Forgive Me This"